# Green Lung
Green Lung ist eine britische Rockband aus London, die im Jahr 2017 gegründet wurde. Sie wird den Stilrichtungen Stoner- und Doom Metal zugerechnet. Die Band besteht aus fünf Mitgliedern und ist aktuell beim deutschen Label Nuclear Blast Records unter Vertrag.

## Geschichte

### Die Anfänge der Band (ab 2017)
In ihrem Gründungsjahr 2017 veröffentlichten Green Lung die Demo Green Man Rising. Die damals noch vierköpfige Band bestand aus Sänger Tom Killingbeck (Tom Templar), Gitarrist Scott Masson (Scott Black), Bassist Andrew Cave und Schlagzeuger Matt Wiseman. Zuvor waren die Musiker Mitglieder der Bands Oak, Tomb King und Deadbox Radio. Im Jahr 2018 veröffentlichte Green Lung die EP Free the Witch. Aufgenommen wurde sie im Bear Bites Horse Studio, abgemischt von Wayne Adams und unterstützt durch Joe Murgatroyd (Joseph Ghast) an den Keyboards. Im Februar 2018 wurde die EP im Blog Doom Charts auf Platz 6 gewählt und stieß auch in anderen Blogs auf positives Feedback.

### Erste Label-Veröffentlichungen (2019 bis 2021)
Das Debüt-Album Woodland Rites wurde 2019 beim deutschen Label Kozmik Artifactz veröffentlicht. Als fünftes Mitglied ergänzt John Wright am Keyboard die Band. Im Blog Doom Charts wurde das Album im März 2019 auf Platz 1 gewählt. Im The Guardian wurde insbesondere der Song Call of the Coven aufgrund seines stilistisch überpointierten „Camp-Okkultismus“ und der paganistischen Bezüge empfohlen als „heavy metal how it should be done“ (dt. Heavy Metal, wie er sein sollte). Auch in Szene-Blogs wurde das Album positiv aufgenommen und als eines der besten Debüt-Alben des Jahres bezeichnet. Aufgrund des Erfolgs von Woodland Rites veröffentlichte die Band 2019 ihre EP Free the Witch erneut bei Kozmik Artifactz, ergänzt um den Bonustrack When the Axe Comes Down.
Bei Svart Records erschien 2021 das Album Black Harvest, wieder mit einem Cover-Design von Richard Wells, der bereits das Design für die EP Free the Witch und die LP Woodland Rites erstellt hatte. Anlässlich der Veröffentlichung wurde die Band in The Guardian als „Britain’s finest folk horror-indebted heavy metallers“ (dt. Großbritanniens beste Folk-Horror beeinflusste Heavy-Metal-Band) bezeichnet und erhielt diverse positive Kritiken.

### Aktuelle Entwicklungen (seit 2022)
Im Herbst 2022 gab Green Lung den Wechsel zum deutschen Label Nuclear Blast Records bekannt. Zuvor war die Band bereits als Support für Clutch durch Großbritannien und Europa getourt. Im Jahr 2023 absolvierte Green Lung zudem diverse Auftritte auf Festivals, etwa das Sweden Rock Festival, Download Festival, Copenhell oder Rock im Wald, und tourte durch Deutschland und Großbritannien.
Im November 2023 wurde das dritte Studioalbum This Heathen Land veröffentlicht. Laut Aussage des Sängers Tom Templar arbeitete die Band bereits seit 2018 an dem Album, das Motive britischer Folklore mit den Einflüssen von Classic Rock, Doom, NWOBHM und Horrorfilm-Soundtracks miteinander verbindet. Metal Hammer wählte This Heathen Land zum Album des Monats 11/2023 und auch von weiteren Musikmagazinen und Blogs erhielt das wieder von Wayne Adams produzierte Album zahlreiche positive Kritiken.

## Stil

### Musik
Stilistisch wird Green Lung oft in der New Wave of British Heavy Metal verortet und mit dem Solo-Projekt von Ozzy Osbourne verglichen. Die Band orientiert sich vor allem an klassischem Rock und Metal, ebenso wie an britischem Folk-Rock, Doom Metal und Goth Rock.
In der Demo Green Man Rising sind neben Anspielungen auf Type O Negative auch Einflüsse von Church of Misery und Acrimony zu erkennen. Ab Free the Witch treten die Einflüsse von Black Sabbath deutlicher hervor; und in Bezug zu Woodland Rites wurden Vergleiche mit Elder und Uncle Acid & the Deadbeats angesprochen, ebenso wie zu Kadavar und Uriah Heep. Die Band selbst nannte als Vorbilder auch Proto-Metal-Bands wie Black Widow, Comus und Coven.
Das Album Black Harvest rief auch Vergleiche zu Queen und Deep Purple hervor, aber auch zu Boston und Led Zeppelin.

### Themen
Thematisch setzt sich die Band häufig mit Motiven klassischer Horror- und Folk-Horror-Filme auseinander, ohne aber den hier oft dargestellten misogynen Motiven dieser Filme zu folgen. Der Song Call of the Coven vom Album Woodland Rites bezieht sich etwa auf den Film Blood on Satan’s Claw (dt. In den Krallen des Hexenjägers), wobei im Text eine Umkehr der Geschlechter erfolgt und hier nicht die Hexen verfolgt werden, sondern sie selbst die Jägerinnen sind. Auch The Wicker Man oder die Filme von Amando de Ossorio werden von der Band als Inspirationsquellen genannt, ebenso wie Stephen King’s Kinder des Zorns und das Buch Harvest Home (1973) des US-amerikanischen Schriftstellers Tom Tryon. Letztere beeinflussten den Song Reaper’s Scythe vom Album Black Harvest. Als literarisches Vorbild für den Song The Ancient Ways vom Album This Heathen Land diente außerdem der Roman Mythago Wood von Robert Holdstock.
Darüber hinaus befassen sich die Texte von Green Lung häufig mit britischer Folklore. So bezieht sich der Song The Ritual Tree vom Album Woodland Rites auf einen mysteriösen Todesfall in Worcestershire in den 1940er Jahren und im Song One for Sorrow vom Album This Heathen Land wird eine Variation eines unheimlichen englischen Kinderreims aus dem 18. Jahrhundert aufgegriffen. Auch Paganismus und Okkultismus nehmen in den Texten eine zentrale Rolle ein, etwa im Song Maxine (Witch Queen). Hier geht es um Maxine Sanders, die Begründerin des Alexandrian Wicca.

## Diskografie
|        | Titel                | Jahr | Label                 | Chartplatzierungen      |
| ------ | -------------------- | ---- | --------------------- | ----------------------- |
| Demo   | Green Man Rising     | 2017 | -                     |                         |
| Single | Lady Lucifer         | 2018 | -                     |                         |
| EP     | Free the Witch       | 2018 | -                     |                         |
| Single | Let the Devil In     | 2019 | Kozmik Artifactz      |                         |
| LP     | Woodland Rites       | 2019 | Kozmik Artifactz      |                         |
| Single | Leaders of the Blind | 2021 | Svart Records         |                         |
| Single | Reaper's Scythe      | 2021 | Svart Records         |                         |
| LP     | Black Harvest        | 2021 | Svart Records         |                         |
| Single | Graveyard Sun        | 2021 | Svart Records         |                         |
| Single | Upon the Altar       | 2021 | Svart Records         |                         |
| Single | Mountain Throne      | 2023 | Nuclear Blast Records |                         |
| Single | Maxine (Witch Queen) | 2023 | Nuclear Blast Records |                         |
| LP     | This Heathen Land    | 2023 | Nuclear Blast Records | UK Platz 89 DE Platz 80 |
| Single | One for Sorrow       | 2023 | Nuclear Blast Records |                         |

## Belege
1. ↑  Pat 'Riot' Whitaker: GREEN LUNG „Green Man Rising“ Single Review & Stream. In: Riff Relevant. 4. Juni 2017, abgerufen am 22. Dezember 2023 (englisch).
2. ↑  Review & Full EP Stream: Green Lung, Free the Witch. In: The Obelisk. 12. Februar 2018, abgerufen am 22. Dezember 2023 (englisch).
3. ↑  GREEN LUNG ~ FREE THE WITCH EP ….review. In: Desert Psychlist. 23. Februar 2018, abgerufen am 22. Dezember 2023 (englisch).
4. ↑  Bucky Brown: Doom Charts February 2018. In: Doom Charts. 7. März 2018, abgerufen am 22. Dezember 2023 (englisch).
5. ↑  David Jupp: REVIEW: Green Lung - „Free the Witch“ (EP). In: The Sludgelord. 19. Februar 2018, abgerufen am 22. Dezember 2023 (englisch).
6. ↑  Green Lung – Free the Witch (EP Review). In: Mammoth Tongue. 19. Februar 2018, abgerufen am 22. Dezember 2023 (englisch).
7. ↑  Pat 'Riot' Whitaker: GREEN LUNG 'Free The Witch' EP Review & Streams. In: Riff Relevant. 23. Februar 2018, abgerufen am 22. Dezember 2023 (englisch).
8. ↑  GREEN LUNG ~ WOODLAND RITES …. review. In: Desert Psychlist. 20. März 2019, abgerufen am 22. Dezember 2023 (englisch).
9. ↑  Bucky Brown: Doom Charts - March 2019. In: Doom Charts. 1. April 2019, abgerufen am 22. Dezember 2023 (englisch).
10. ↑  Leonie Cooper: Tracks of the week reviewed: Arcade Fire, Holly Herndon, Kiefer Sutherland. In: The Guardian. 22. März 2019, abgerufen am 22. Dezember 2023 (englisch).
11. ↑  Greg Kennelty: GREEN LUNG's New Song „Let The Devil In“ Is A Heavy, Psych-Rock Stoner Jam. In: Metal Injection. 20. Januar 2019, abgerufen am 22. Dezember 2023 (englisch).
12. ↑  Eden Kupermintz: Green Lung - Woodland Rites. In: Heavy Blog is Heavy. 21. März 2019, abgerufen am 22. Dezember 2023 (englisch).
13. ↑  Rich Webb: ALBUM REVIEW: Woodland Rites – Green Lung. In: Distorted Sound. 18. März 2019, abgerufen am 22. Dezember 2023 (englisch).
14. ↑  Reviews: Týr, Green Lung, Critical Defiance, Beyond The Existence (Paul S & Rich). In: Musipedia of Metal. 12. März 2019, abgerufen am 22. Dezember 2023 (englisch).
15. ↑  Green Lung – Woodland Rites (Album Review). In: Mammoth Tongue. 24. März 2019, abgerufen am 22. Dezember 2023 (englisch).
16. ↑  Review & Track Premiere: Green Lung, Woodland Rites. In: The Obelisk. 28. Januar 2019, abgerufen am 22. Dezember 2023 (englisch).
17. ↑  Dave Nowels: Woodland Rites - Green Lung. In: Metal Temple. 13. März 2019, abgerufen am 22. Dezember 2023 (englisch).
18. ↑  George Parr: Green Lung on Reissues, Fascist Occultists and the Anarchic Spirit of the Old Religion. In: Astral Noize. 28. Dezember 2019, abgerufen am 22. Dezember 2023 (englisch).
19. ↑  Leonie Cooper: Green Lung: the folk-horror heavy metallers inspiring cult-like support. In: The Guardian. 30. Juni 2021, abgerufen am 22. Dezember 2023 (englisch).
20. ↑  Frank Thießies: Green Lung - Black Harvest. In: Metal Hammer. 22. Oktober 2021, abgerufen am 22. Dezember 2023.
21. ↑  Dom Lawson: Green Lung - Black Harvest. In: Blabbermouth. Abgerufen am 22. Dezember 2023 (englisch).
22. ↑  Review & Track Premiere: Green Lung, Black Harvest. In: The Obelisk. 28. Juli 2021, abgerufen am 22. Dezember 2023 (englisch).
23. ↑  Gore Crazy: Green Lung - Black Harvest. In: Total Rock. 1. September 2021, abgerufen am 22. Dezember 2023 (englisch).
24. ↑  Green Lung – Black Harvest Review. In: More Fuzz. 22. Oktober 2021, abgerufen am 22. Dezember 2023 (englisch).
25. ↑  Martin Williams: Review: Green Lung 'Black Harvest'. In: The Sleeping Shaman. 18. Oktober 2021, abgerufen am 22. Dezember 2023 (englisch).
26. ↑  GREEN LUNG: Sign to Nuclear Blast Records! In: Metal Temple. 3. November 2022, abgerufen am 22. Dezember 2023 (englisch).
27. ↑  Hesher Keenan: Green Lung Unveil Their Next Album This Heathen Land with the New Single “Mountain Throne”. In: Metal Sucks. 4. August 2023, abgerufen am 22. Dezember 2023 (englisch).
28. ↑  Das Album des Monats 11/2023: Green Lung THIS HEATHEN LAND. In: Metal Hammer. 22. Oktober 2023, abgerufen am 22. Dezember 2023.
29. ↑  Heidi Skrobanski: Green Lung - This Heathen Land. In: Metal Hammer. 22. Oktober 2023, abgerufen am 22. Dezember 2023.
30. ↑  Marc Thorbrügge: Green Lung - This Heathen Land. In: Metal.de. 4. November 2023, abgerufen am 22. Dezember 2023.
31. ↑  Steve Beebee: Album review: Green Lung – This Heathen Land. In: KERRANG! 1. November 2023, abgerufen am 22. Dezember 2023 (englisch).
32. ↑  Chris Chantler: Green Lung's This Heathen Land: London's stoner-doom heroes have brewed up a beguiling, surprisingly diverse concoction of killer riffs, bewitching folklore and knockout songs. In: Metal Hammer. 1. November 2023, abgerufen am 22. Dezember 2023 (englisch).
33. ↑  Dom Lawson: GREEN LUNG - This Heathen Land. In: Blabbermouth. Abgerufen am 22. Dezember 2023 (englisch).
34. ↑  Harry Shiels: Green Lung – This Heathen Land | Album Review. In: Noizze. 2. November 2023, abgerufen am 22. Dezember 2023 (englisch).
35. ↑  Martyn Coppack: This Heathen Land by Green Lung. In: Echoes and Dust. 9. Oktober 2023, abgerufen am 22. Dezember 2023 (englisch).
36. ↑  Patrick O'Reilly: Album Review: Green Lung – This Heathen Land. In: The Razors Edge. 30. Oktober 2023, abgerufen am 22. Dezember 2023 (englisch).
37. ↑  QUARTERLY REVIEW: Loss, Sinner Sinners, Green Yeti, Lâmina & More. In: The Obelisk. 11. Juli 2017, abgerufen am 22. Dezember 2023 (englisch).
38. ↑  Free The Witch by Green Lung. In: Echoes & Dust. 28. Februar 2018, abgerufen am 22. Dezember 2023 (englisch).
39. ↑  Bucky Brown: Doom Charts - March 2019. In: Doom Charts. 1. April 2019, abgerufen am 22. Dezember 2023 (englisch).
40. ↑  Review & Track Premiere: Green Lung, Woodland Rites. In: The Obelisk. 28. Januar 2019, abgerufen am 22. Dezember 2023 (englisch).
41. ↑  Todd Stealey: Green Lung - Woodland Rites (Album Review). In: Outlaws of the Sun. 6. März 2019, abgerufen am 22. Dezember 2023 (englisch).
42. ↑  Green Lung Renew Connection to the Earth in 'Woodland Rites'. In: Doomed & Stoned. 7. März 2019, abgerufen am 22. Dezember 2023 (englisch).
43. ↑  The 50 best albums of 2021. In: KERRANG! 10. Dezember 2021, abgerufen am 22. Dezember 2023 (englisch).
44. ↑  Corinne Westbrook: Album Review: GREEN LUNG Black Harvest. In: Metal Injection. 22. Oktober 2021, abgerufen am 22. Dezember 2023 (englisch).
45. ↑  Chris Dick: Track Premiere: Green Lung “Leaders of the Blind”. In: Decibel. 21. Juni 2021, abgerufen am 22. Dezember 2023 (englisch).
46. ↑  Carcharodon: Green Lung – Black Harvest Review. In: Angry Metal Guy. 22. Oktober 2021, abgerufen am 22. Dezember 2023 (englisch).
47. ↑  Review & Track Premiere: Green Lung, Woodland Rites. In: The Obelisk. 28. Januar 2019, abgerufen am 22. Dezember 2023 (englisch).
48. ↑  Regie: Piers Haggard: Blood on Satan’s Claw. In: IMDB. 16. Juli 1971, abgerufen am 22. Dezember 2023 (englisch).
49. ↑  Green Lung Renew Connection to the Earth in 'Woodland Rites'. In: Doomed & Stoned. 7. März 2019, abgerufen am 22. Dezember 2023 (englisch).
50. ↑  Review & Track Premiere: Green Lung, Black Harvest. In: The Obelisk. 28. Juli 2021, abgerufen am 22. Dezember 2023 (englisch).
51. ↑  Green Lung Renew Connection to the Earth in 'Woodland Rites'. In: Doomed & Stoned. 7. März 2019, abgerufen am 22. Dezember 2023 (englisch).
52. ↑  Hesher Keenan: Green Lung Unleash Their 'Heaviest Song to Date' in „One For Sorrow“. In: Metal Sucks. 12. Oktober 2022, abgerufen am 22. Dezember 2023 (englisch).
53. ↑  Matthew Williams: Review: Green Lung 'This Heathen Land'. In: The Sleeping Shaman. 31. Oktober 2023, abgerufen am 22. Dezember 2023 (englisch).
54. ↑  Chartquellen: DE UK